# Décomposition en modes empiriques
La décomposition en modes empiriques (en anglais : empirical mode decomposition ou EMD) consiste à décomposer un signal sur une base de fonctions comme le ferait une décomposition en séries de Fourier ou une décomposition en ondelettes. La particularité de l'EMD réside dans le fait que la base de fonctions n'est pas donnée a priori mais est construite à partir des propriétés du signal. Il a été observé que ces fonctions sont, avec une bonne précision, orthogonales entre elles et de somme égale au signal d'origine.